# Samsø Pastorat
Samsø Pastorat er et pastorat i Århus Domprovsti, Århus Stift med de tidligere fem sogne:

## Sogne
- Besser Sogn
- Kolby Sogn
- Nordby Sogn
- Onsbjerg Sogn
- Tranebjerg Sogn

Sognene er 1. maj 2014 blevet lagt sammen til Samsø Sogn.

## Kirker
I pastoratet er der syv kirker
- Besser Kirke
- Kolby Kirke
- Nordby Kirke
- Langør Kirke
- Onsbjerg Kirke
- Tranebjerg Kirke
- Ørby Kirke